# GKS Tychy (lední hokej)
GKS Tychy je profesionální polský hokejový tým. Byl založen v roce 1971.

## Historické názvy
- 1971 – GKS Tychy (Górniczy Klub Sportowy Tychy)
- 1992 – MKH Tysovia
- 1996 – TTS Tychy (Tyskie Towarzystwo Sportowe)
- 1999 – GKS Tychy (Górniczy Klub Sportowy Tychy)

## Úspěchy
- Mistr polské hokejové ligy: 2004-05, 2014-15, 2017/2018, 2018/2019, 2019/2020, 2024/2025